# اوستر کریک (تگزاس)
اوستر کریک، تگزاس (به انگلیسی: Oyster Creek, Texas) یک شهر در ایالات متحده آمریکا با جمعیت ۱٬۱۹۲ نفر است که در تگزاس واقع شده‌است.

## موقعیت جغرافیایی
موقعیت جغرافیایی شهرها و مناطق اطراف به شرح زیر است: